# Guccio Gucci

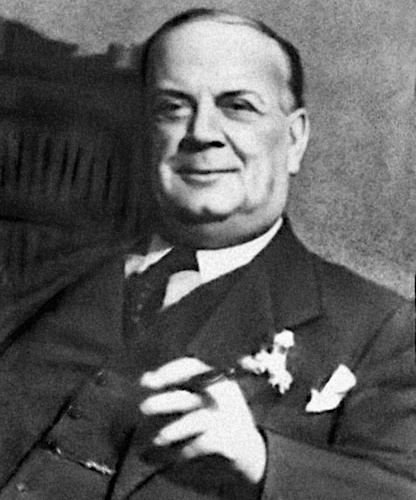
Guccio Gucci (1940)

Guccio Gucci (* 26. März 1881 in Florenz; † 2. Januar 1953 in Mailand) war ein italienischer Unternehmer und Gründer der Modemarke Gucci.

## Leben
Als Teenager arbeitete Gucci eine Zeit lang als Aufzugführer im Savoy Hotel in London. Dort entwickelte er durch den täglichen Kontakt mit den wohlhabenden Hotelgästen und deren Gepäck langsam ein Gespür für ästhetische Mode.
1921 begann er in Florenz mit einem kleinen Geschäft für Reiterbedarf, vor allem Sättel. 1947 startete er die Produktion von Mode und Schmuck, die er unter dem noch heute bekannten Gucci-Label vertrieb.
1901 heiratete er Aida Calvelli (1879–1955), mit der er fünf Kinder hatte. Die Tochter Grimalda (1903–1989) sowie die Söhne Enzo (1904–1913), der im Kindesalter starb, Aldo
(1905–1990), Vasco (1907–1974) und Rodolfo (1912–1983). Der Sohn seiner Frau aus einer früheren Verbindung Ugo Calvelli Gucci (1899–1973) wurde von Gucci adoptiert.
Nach seinem Tod 1953 führten seine vier Söhne das Geschäft fort: Aldo, der die Firma zu Weltruhm führte, Vasco, Ugo und Rodolfo Gucci, Schauspieler unter dem Künstlernamen Maurizio D’Ancora.
Die einzige Tochter Grimalda wurde beim Erbe übergangen.